# Lipen, Montana
Lipen (în bulgară Липен) este un sat în comuna Montana, regiunea Montana,  Bulgaria. 

## Demografie
Componența etnică a satului Lipen
     Bulgari (97,26%)
     Nicio identificare (2,73%)
     Altele (0%)
La recensământul din 2011, populația satului Lipen era de 366 locuitori. Din punct de vedere etnic, majoritatea locuitorilor (97,26%) erau bulgari. Pentru 2,73% din locuitori nu este cunoscută apartenența etnică.